# Soweto Open 2013
Il Soweto Open 2013 è stato un torneo di tennis giocato sul cemento. È stata la 4ª edizione del torneo: quello maschile fa parte della categoria ATP Challenger Tour nell'ambito dell'ATP Challenger Tour 2013, quello femminile fa parte della categoria ITF Women's Circuit nell'ambito dell'ITF Women's Circuit 2013. Sia il torneo maschile che quello femminile si sono giocati a Johannesburg in Sudafrica. Il torneo maschile si è giocato dal 29 aprile al 5 maggio, quello femminile dal 6 al 12 maggio 2013.

## Partecipanti singolare ATP

### Teste di serie
| Nazionalità | Giocatore         | Ranking* | Teste di serie |
| ----------- | ----------------- | -------- | -------------- |
| Slovacchia  | Lukáš Lacko       | 79       | 1              |
| Stati Uniti | Rajeev Ram        | 115      | 2              |
| Canada      | Vasek Pospisil    | 130      | 3              |
| Polonia     | Michał Przysiężny | 152      | 4              |
| Germania    | Dustin Brown      | 180      | 5              |
| Brasile     | Thiago Alves      | 186      | 6              |
| Sudafrica   | Rik De Voest      | 204      | 7              |
| Brasile     | Fabiano de Paula  | 261      | 8              |

- 1 Rankings al 22 aprile 2013.

### Altri partecipanti
I seguenti giocatori hanno ricevuto una wild card per il tabellone principale:
- Wayne Montgomery
- Ruan Roelofse
- Tucker Vorster

I seguenti giocatori sono passati dalle qualificazioni:
- Rafael Camilo
- Tyler Hochwalt
- Purav Raja
- Divij Sharan
- Phenyo Matong (lucky loser)

## Partecipanti doppio ATP

### Teste di serie
| Nazionalità | Giocatore    | Nazionalità | Giocatore         | Ranking1 | Testa di serie |
| ----------- | ------------ | ----------- | ----------------- | -------- | -------------- |
| Sudafrica   | Rik De Voest | Brasile     | Marcelo Demoliner | 223      | 1              |
| India       | Purav Raja   | India       | Divij Sharan      | 225      | 2              |
| Croazia     | Mate Pavić   | Montenegro  | Goran Tošić       | 258      | 3              |
| Germania    | Dustin Brown | Irlanda     | James Cluskey     | 288      | 4              |

- 1 Rankings al 22 aprile 2013.

### Altri partecipanti
Coppie che hanno ricevuto una wild card:
- Francois Kellerman /  Okkie Kellerman
- Renier Moolman /  Dean O'Brien
- Keith-Patrick Crowley /  Tucker Vorster

## Partecipanti singolare WTA

### Teste di serie
| Nazionalità | Giocatore       | Ranking* | Testa di serie |
| ----------- | --------------- | -------- | -------------- |
| Ungheria    | Tímea Babos     | 114      | 1              |
| Israele     | Julia Glushko   | 161      | 2              |
| Slovenia    | Tadeja Majerič  | 165      | 3              |
| Ucraina     | Nadežda Kičenok | 172      | 4              |
| Sudafrica   | Chanel Simmonds | 181      | 5              |
| Serbia      | Jovana Jakšić   | 253      | 6              |
| Regno Unito | Samantha Murray | 254      | 7              |
| Polonia     | Magda Linette   | 263      | 8              |

- 1 Rankings al 29 aprile 2013.

### Altre partecipanti
Le seguenti giocatrici hanno ricevuto una wild card per il tabellone principale:
- Mardie le Roux
- Zanmarie Pienaar
- Ilze Hattingh
- Natasha Fourouclas

Le seguenti giocatrici sono passate dalle qualificazioni:
- Julia Glushko
- Ani Vangelova
- Claudia Coppola
- Fadzai Mawisire

## Partecipanti doppio WTA

### Teste di serie
| Nazionalità | Giocatrice      | Nazionalità | Giocatrice         | Ranking1 | Testa di serie |
| ----------- | --------------- | ----------- | ------------------ | -------- | -------------- |
| Polonia     | Magda Linette   | Sudafrica   | Chanel Simmonds    | 415      | 1              |
| Turchia     | Başak Eraydın   | Israele     | Julia Glushko      | 432      | 2              |
| Serbia      | Teodora Mirčić  | Turchia     | Pemra Özgen        | 487      | 3              |
| Ucraina     | Nadežda Kičenok | Russia      | Margarita Lazareva | 505      | 4              |

## Campioni

### Singolare maschile
- Vasek Pospisil ha battuto in finale  Michał Przysiężny che si è ritirato sul punteggio di 6(7)–7, 6–0, 4–1.

### Singolare femminile
- Tímea Babos ha battuto in finale  Chanel Simmonds con il punteggio di 6(3)–7, 6–4, 6–1

### Doppio maschile
- Prakash Amritraj /  Rajeev Ram hanno battuto in finale  Purav Raja /  Divij Sharan con il punteggio di 7–6(1), 7–6(1)

### Doppio femminile
- Magda Linette /  Chanel Simmonds hanno battuto in finale  Samantha Murray /  Jade Windley con il punteggio di 6–1, 6–3